# جامع السلطان قابوس بصحار

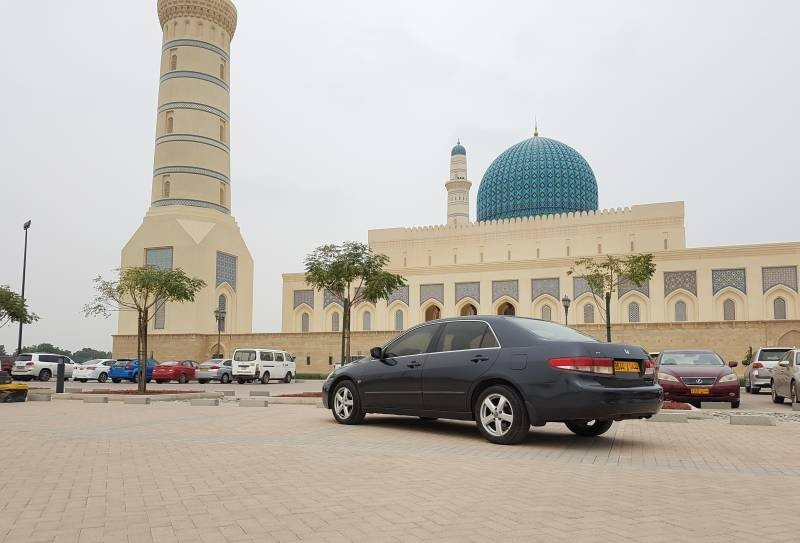
قبة الجامع

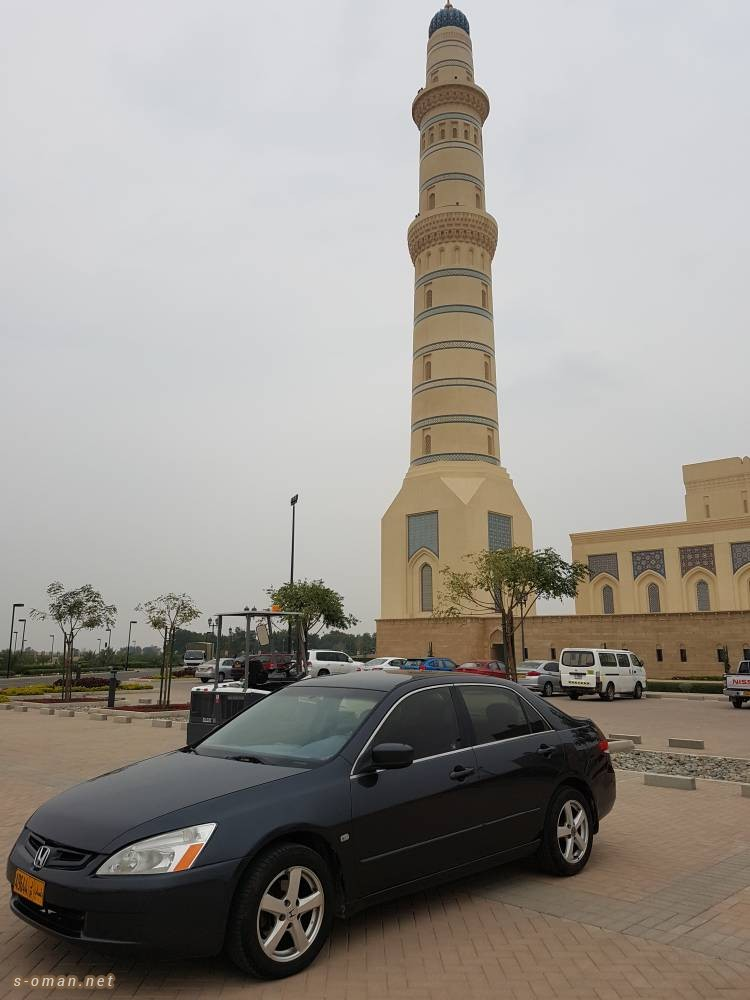
منارة الجامع

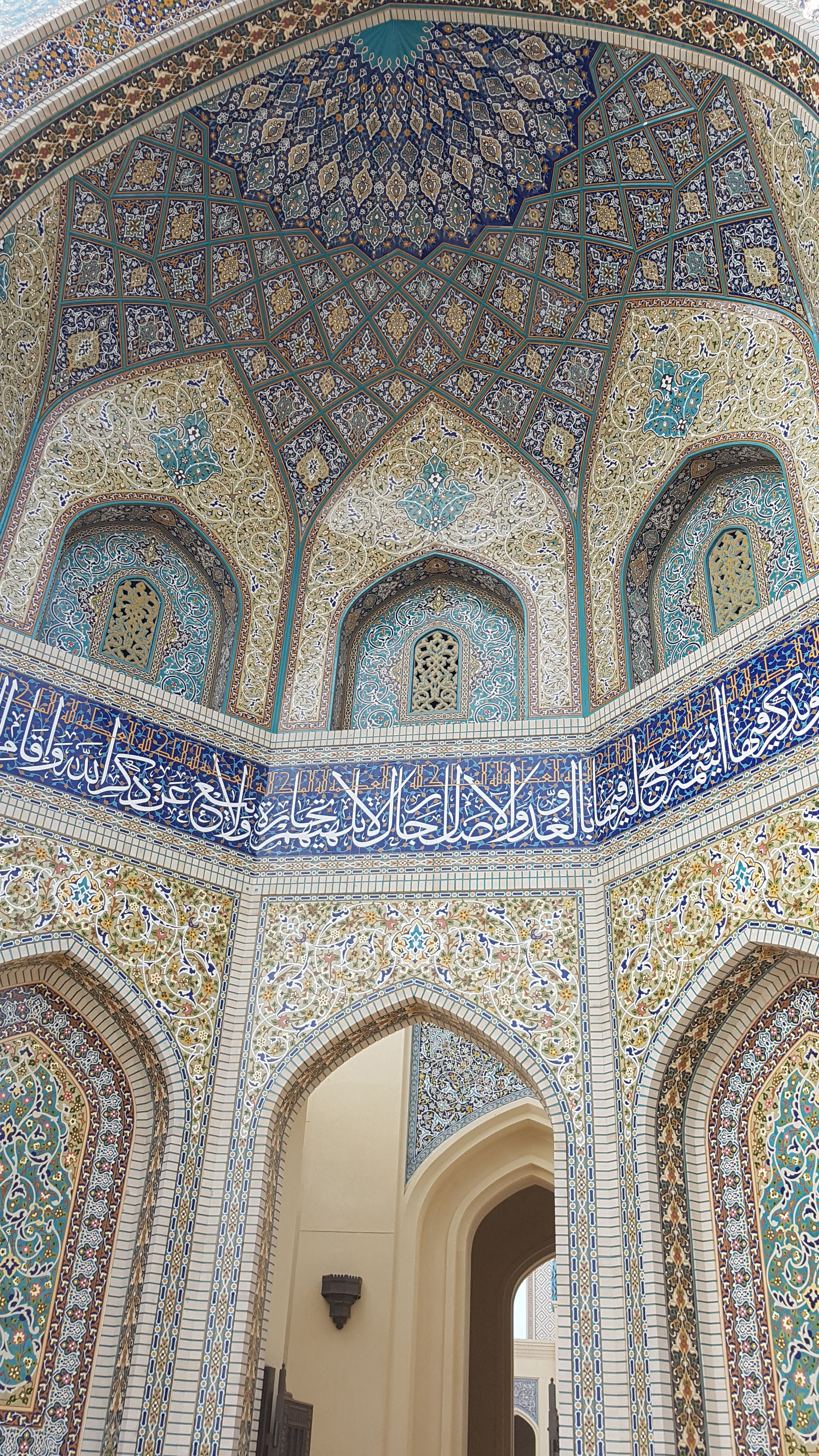
نقوش الجامع الجميلة

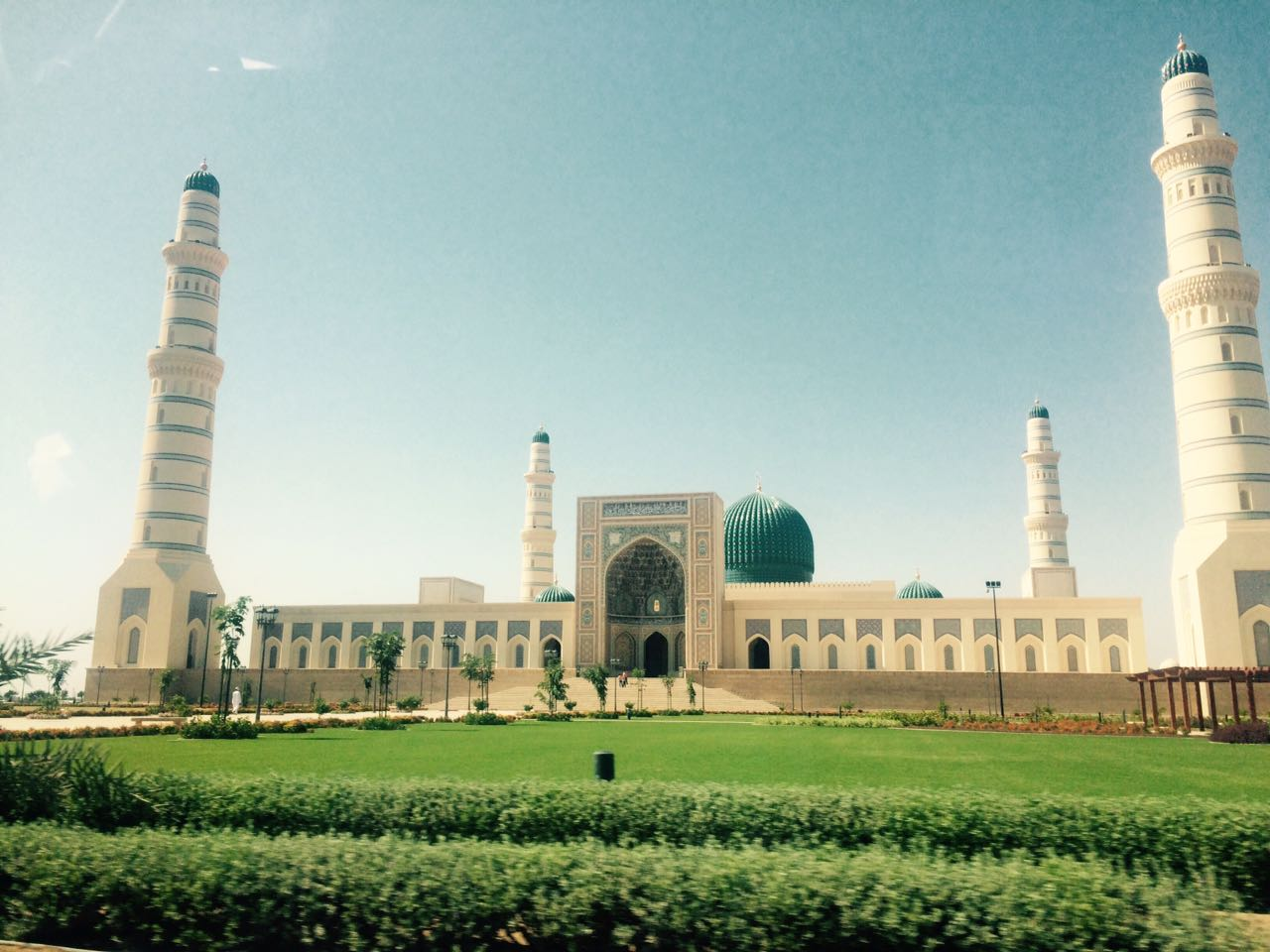
واجهة جامع السلطان بصحار

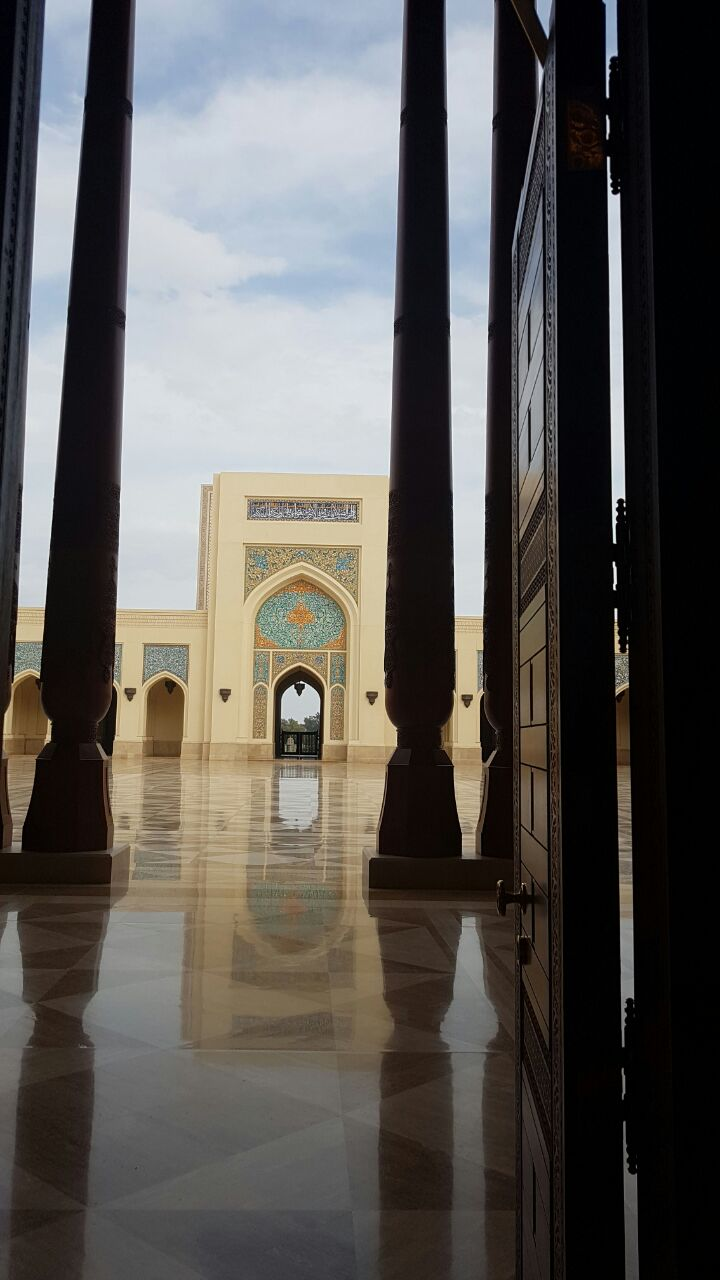
فناء الجامع الخارجي

يعد جامع السلطان قابوس بصحار والذي أفتتح في 28 أكتوبر 2016 واحد من أحدث الجوامع الكبيرة في منطقة الخليج العربي الذي بني على أعلى المعايير وأجملها والذي يعتبر أحد المعالم الجديدة في سلطنة عمان الجديرة بالزيارة والذي يتميز بنقوشه وقبته الكرستالية الشاهقة، ويعد الجامع الذي بني على الطراز الأوزبكي وشبيه مسجد بيبي خانوم، ويقع بالقرب من بيت بهجة الأنظار في ولاية صحار وعلى الشارع الرئيسي المؤدي إلى إمارة دبي.

## معلومات عن الجامع
يمتد الجامع على أرض مساحتها 181 ألف متر مربع وبمساحة بناء 28 ألفًا و778 مترا مربعا أما باقي المساحة فهي مسطحات خضراء وأشجار ظل ومواقف للسيارات والحافلات. يحتوي الجامع على قاعة صلاة رئيسية وتتسع لـ 4600 مصلٍّ وغرفة لأئمة وخطباء الجامع وكذلك مصلى للنساء ويتسع إلى 740 مصلية.

## مكتبة الجامع
ويحتوي الجامع على مكتبة كبيرة تتسع ل 20 ألف كتاب وفصول دراسية وقاعة متعددة الأغراض تتسع لعدد 365 شخصا ومجلس يتسع لعدد 450 شخصا ومكاتب للصيانة ولإدارة الجامع وغرف للحراس وأمن الجامع، وأربع منارات كبيرة بارتفاع يزيد على 84 مترًا، كما يبلغ طول القبة 45 مترًا ومواقف للسيارات ومساحات خضراء وحديقة صغيرة للأطفال. الجدير بالذكر أن المكتبة تعتبر عامة وتستقبل جميع المهتمين بالثقافة وتتكون من طابقين وبها 140 كرسي للقراء وغرفتين للبحوث والرسائل ويتوفر بها حاليا 6700 عنوان بكافة العلوم والمعارف وبها مكتبة إلكترونية وإنترنت وطابعة. وتفتح المكتبة أبوابها من الساعة الرابعة إلى التاسعة مساءُ.

## النمط المعماري للجامع
وكأغلب المساجد الكبيرة في العالم الإسلامي يتميز الجامع بنقوش إسلامية وبقبب كرستالية اللون منقوشة بنقش أشبه ما يكون بنقش فارسي. الجدير بالذكر أن جامع السلطان قابوس بصحار بني على النمط المعماري للجوامع المشيدة في مدن هامة في التاريخ الإسلامي مثل بخاري وسمرقند وطقشند في اوزباكستان إلا أن الجامع ليس مطابقا حرفيا لأي من الجوامع الأخرى من الداخل بالتحديد ومن حيث المساحة ومكونات الجامع.

## مكان سياحي
منذ أن أفتتح الجامع في نهاية أكتوير من العام 2016 توافد إليه الكثير من السياح بين فترة وأخرى. ويضم قاعة متعددة الأغراض تقام فيه الفعاليات بين فترة وأخرى.و ما يميز الجامع كذلك الإضاءاة الحديثة للجامع في وقت الليل وأستخدام الأشكال الهندسية كالمثلثات والمربعات وتوظيفها في تصميم الجامع الأمر الذي يجعل الصور الملتقطة للجامع من الأعلى تبدو وكأن الجامع لوحة فنية. الجامع بدأ في تنفيذه في بداية 2013 وتم الانتهاء منه في نهاية 2016 وهو وقت قياسي بالنسبة لجمالية الجامع ولحجمه والنقوش المستخدمة.

## وصلات خارجية
1. أثير
2. وزارة الاوقاف والشؤون الدينية
3. وزارة السياحة
4. فيديو للجامع